# Srebrenik
Srebrenik je město a opčina v severovýchodní Bosně a Hercegovině. Administrativně se jedná o součást Tuzlanského kantonu. Samotné město, které v roce 2009 mělo kolem 6195 obyvatel, se nachází severozápadně od Tuzly na dolním toku řeky Tinje.

## Dějiny
Srebrenik se poprvé objevuje v historických záznamech roku 1333. První psaný dokument připomíná dřevěné město, kterému vládl Stefan II. Kotromanić, tehdejší bosenský bán. Název města se objevoval v různých podobách a různých zdrojích; kromě původního Sr'bnik se také setkáváme i s Srebranich, či Zrebernek, například v textech původem maďarských. Město tehdy obchodovalo s Dubrovníkem a obchodní cesty vedly přes území dnešní Bosny a Hercegoviny. V této době byl Srebrenik jedním z center historické Bosny, která byla pod nadvládou rodu Kotromanićů a dosahovala rekordně rozsáhlého území. Bosna se tehdy rozprostírala na teritoriu ohraničeném řekou Sávou na severu, Zadarem a Kninem na jihu a jihovýchodní hranici tvoří Herceg Novi. Uherský král Matyáš Korvín v říjnu 1464 prošel se svým vojskem až do severovýchodní Bosny a obsadil rovněž i Srebrenik. Ze území, která získal, zformoval tzv. Srebernickou bánovinu, která byla řízena na základě vojenských pravidel. Za zástupce Bánoviny vybral chorvatského pána Nikolu Ilockého.
Do osmanských rukou se město dostalo v roce 1512 nebo 1521, kdy jej dobyl tehdejší bosenský bey Feriz. Za osmanské vlády přestoupila část obyvatelstva na islám a byla vybudována i mešita.
V dnešní době je hlavní památkou celé oblasti zřícenina z předosmanských dob. V ní se od roku 1977 koná na přelomu srpna a září festival s názvem „Srebrenik - otevřené město umění“. Po druhé světové válce se město rozšířilo o moderní čtvrť s moderní infrastrukturou (osm základních škol, školka, Středoškolské centrum, Dům zdraví, dům kultury s knihovnou, dále pak kino a galerie).

## Přírodní poměry
Srebrenik se nachází v údolí, které vytvořila během času řeka Tinje. Městem prochází silnice, která spojuje města Brčko, Tuzla a Sarajevo. Průměrná nadmořská výška celého území, na kterém se rozkládá srebrenická opština s rozlohou 249 km2, činí 199 m. V roce 1991 tu žilo v četných vsích celkem 40 896 obyvatel. Opština Srebrenik je obklopena horskými masivy Majevica a Trebava.

## Ekonomika
Obyvatelstvo Srebreniku i okolních vesnic se věnuje hlavně zemědělským činnostem, ovocnářství a chovu dobytka. V uplynulých desetiletích za dob SFRJ se podařilo rozvíjet i průmyslovou výrobu, hlavně tedy produkci nábytku, stavebních materiálů a textilu. I přesto se však nejednalo o příliš zprůmyslněnou část Bosny a Hercegoviny, k průměru se začal Srebrenik přibližovat teprve až po ukončení války a budování podniků v nových ekonomických poměrech. Růst byl sice rychlý, neobešel se bez problémů; nesnadná byla například privatizace starších závodů. Půda v okolí řeky je úrodná, avšak náchylná k erozím. Záplavy jsou časté, hlavně během jara, kdy dochází k redukci sněhové pokrývky a řeka Tinje tak zmohutní.

## Demografie
Podle posledního jugoslávského sčítání lidu z roku 1991 měla opština Srebrenik 40 896 obyvatel v celkem 49 sídlech. Vzhledem k válečným přesunům obyvatelstva v první polovině 90. let jsou tyto údaje již značně neaktuální a pouze orientační.
| Obyvatelstvo opštiny Srebrenik |                  |                  |                  |
| rok sčítání                    | 1991             | 1981             | 1971             |
| Bosňáci                        | 30 528 (74,64 %) | 28 070 (73,73 %) | 24 628 (73,25 %) |
| Srbové                         | 5 308 (12,97 %)  | 5 545 (14,56 %)  | 5 489 (16,32 %)  |
| Chorvati                       | 2 752 (6,72 %)   | 3 167 (8,31 %)   | 3 256 (9,68 %)   |
| Jugoslávci                     | 1 203 (2,94 %)   | 767 (2,01 %)     | 34 (0,10 %)      |
| оstatní, nezjištěno            | 1 105 (2,70 %)   | 521 (1,36 %)     | 213 (0,63 %)     |
| celkem                         | 40 896           | 38 070           | 33 620           |

Přestože dominantním národem jsou v opštině Bosňáci, mnohé z vesnic, které do této opštiny spadají, jsou etnicky čistě srbské (nebo tak tomu bylo podle posledního sčítání lidu. Jednalo se o vesnice Donji Podpeć, Gornji Podpeć, Jasenica, Maoča, Špionica Centar a Špionica Gornja. Vesnice Špionica Srednja, Straža, Gornji Hrgovi a Cerik pak byly převážně chorvatské.

## Sport
Na území opštiny Srebrenik existuje několik sportovních spolků. Roku 1953 byl založen klub FK Gradina, který dnes hraje v První lize Federace Bosny a Hercegoviny. Hraje se také i basketbal, který má v zemích bývalé Jugoslávie velkou tradici. Místním klubem, který se věnuje košíkové je KK Gradina. Hraje se také volejbal (OK Gradina) a házená (Srebrenik 04). Gradina v předválečných dobách patřila k nejúspěšnějším týmům v BiH.

## Sídla
V roce 1991 tvořila opčinu následující sídla (vsi):
| - Babunovići - Behrami - Brda - Brezik - Brnjičani - Cage - Cerik - Crveno Brdo - Čekanići - Ćehaje | - Ćojlučko Polje - Ćojluk - Dedići - Donji Moranjci - Donji Podpeć - Donji Srebrenik - Duboki Potok - Falešići - Gornji Hrgovi - Gornji Moranjci | - Gornji Podpeć - Gornji Srebrenik - Huremi - Jasenica - Ježinac - Kiseljak - Kuge - Like - Lipje - Lisovići | - Luka - Ljenobud - Maoča - Podorašje - Previle - Rapatnica - Seona - Sladna - Srebrenik - Straža | - Šahmeri - Špionica Centar - Špionica Donja - Špionica Gornja - Špionica Srednja - Tinja Donja - Tinja Gornja - Tutnjevac - Uroža - Zahirovići |